# Schiedam
Schiedam (anhörenⓘ) ist eine Stadt und Gemeinde der niederländischen Provinz Südholland und zählte am 1. Januar 2025 laut Angabe des CBS 82.559 Einwohner. Die Gesamtfläche der Gemeinde beträgt 19,86 km² und zu ihr gehören die Stadt Schiedam und das Dorf Kethel.

## Lage und Wirtschaft
Schiedam liegt unmittelbar westlich von Rotterdam, ist aber nicht als dessen Vorort zu betrachten, und östlich der Gemeinde Vlaardingen. Durch die Stadt verlaufen der kleine Fluss Schie und die Nieuwe Maas.
Der Bahnhof Schiedam Centrum liegt an den Bahnstrecken Amsterdam–Rotterdam und Schiedam–Hoek van Holland. Seit 2002 gibt es eine U-Bahn-Verbindung nach Rotterdam. Die Linien 21 und 24 der Straßenbahn Rotterdam verkehren ins Zentrum der Stadt und zum Bahnhof Schiedam Centrum.
Ansonsten ist die Stadt über die Autobahnen A4 und A20 erreichbar.
Schiedam hat einige Schiffswerften und andere mit dem Rotterdamer Hafen verbundene Unternehmen. Weiter ist die Spirituosenherstellung (Jenever) von Bedeutung für die Wirtschaft der Stadt.

## Geschichte
Die Stadt entstand um 1250, als Dirk (Dietrich) Bokel, Besitzer der umliegenden Polder, das Schloss Mathenesse und einen Damm im Fluss Schie bauen ließ. Das Fischerdorf bekam 1262 eine Pfarrkirche. Der Graf von Holland, Floris V., verlieh dem Ort 1275 das Stadtrecht. Aber erst 75 Jahre später durfte Schiedam eine Stadtbefestigung bauen. Die Stadt kam nicht zu so großer Blüte wie die Nachbarin und Konkurrentin Rotterdam, da Schiedams Hafen immer wieder versandete.
Um 1590 entstanden die ersten Schnapsbrennereien in Schiedam. Dieses Gewerbe bestimmte Schiedams Wirtschaft bis etwa 1890, nachdem der Umsatz dieser Getränke, unter anderem durch bessere Aufklärung über die Gefahren zu hohen Alkoholkonsums, zurückging. Die Periode zwischen 1890 und 1950 war eine Zeit der bitteren Armut in Schiedam, es gab ab und zu sogar Hungersnot (ein literarisches Zeugnis gibt der Roman Geert Maks Das Jahrhundert meines Vaters). Nach dem Zweiten Weltkrieg profitierte Schiedam aber von der Entwicklung des Rotterdamer Hafenbetriebs, und das soziale Elend verschwand.
Am 4. Mai 1976 ereignete sich der Eisenbahnunfall von Schiedam.

## Politik

### Sitzverteilung im Gemeinderat
Seit 1982 wird der Gemeinderat von Schiedam folgendermaßen gebildet:
| Partei                        | Sitze a | Sitze a | Sitze a | Sitze a | Sitze a | Sitze a | Sitze a | Sitze a | Sitze a | Sitze a | Sitze a |
| Partei                        | 1982    | 1986    | 1990    | 1994    | 1998    | 2002    | 2006    | 2010    | 2014    | 2018    | 2022    |
| ----------------------------- | ------- | ------- | ------- | ------- | ------- | ------- | ------- | ------- | ------- | ------- | ------- |
| VVD                           | 7       | 5       | 3       | 5       | 7       | 5       | 4       | 5       | 4       | 6       | 6       |
| DENK                          | –       | –       | –       | –       | –       | –       | –       | –       | –       | 4       | 4       |
| GroenLinks                    | –       | –       | 3       | 3       | 3       | 3       | 2       | 2       | 2       | 3       | 4       |
| PvdA                          | 14      | 16      | 12      | 9       | 11      | 7       | 13      | 9       | 5       | 2       | 4       |
| D66                           | 1       | 2       | 5       | 6       | 2       | 1       | 1       | 4       | 5       | 4       | 3       |
| OuderenPartij Schiedam        | –       | –       | –       | –       | –       | –       | –       | –       | –       | 2       | 3       |
| Progressief Schiedam          | –       | –       | –       | –       | –       | –       | –       | 1       | 2       | 2       | 3       |
| Alles voor Schiedam           | –       | –       | –       | –       | –       | –       | –       | –       | –       | –       | 2       |
| Algemeen Ouderen Verbond      | –       | –       | –       | –       | 1       | 1       | 1       | 2       | 4       | 4       | 2       |
| Unie 55+                      | –       | –       | –       | –       | 1       | –       | –       | –       | –       | –       | –       |
| CDA                           | 9       | 8       | 8       | 6       | 5       | 6       | 5       | 4       | 3       | 2       | 2       |
| Lokaal Onafhankelijk Schiedam | –       | –       | –       | –       | –       | –       | –       | –       | –       | 2       | 2       |
| Sociaal Liberaal Verbond      | –       | –       | –       | –       | –       | –       | –       | –       | –       | 1       | 0       |
| SP                            | –       | –       | 0       | –       | 3       | 2       | 5       | 2       | 4       | 2       | –       |
| ChristenUnie                  | –       | –       | –       | –       | –       | –       | 0       | –       | 1       | 1       | –       |
| SGP                           | 0       | –       | –       | –       | –       | –       | –       | –       | 1       | 1       | –       |
| RPF                           | 0       | 0       | –       | –       | –       | –       | –       | –       | –       |         |         |
| Leefbaar Schiedam b           | –       | –       | –       | –       | –       | 7       | 3       | 3       | 3       | –       | –       |
| Lijst Malkoç                  | –       | –       | –       | –       | –       | –       | –       | –       | 1       | –       | –       |
| Gemeente Belangen Schiedam    | –       | 0       | 0       | 1       | 2       | 3       | 1       | 1       | 1       | –       | –       |
| TROTS                         | –       | –       | –       | –       | –       | –       | –       | 2       | 0       | –       | –       |
| Centrum Democraten            | –       | –       | 2       | 4       | 1       | –       | –       | –       | –       | –       | –       |
| Solidair ’93                  | –       | –       | –       | 1       | –       | –       | –       | –       | –       | –       | –       |
| CPN                           | 2       | 1       | –       | –       | –       | –       | –       | –       | –       | –       | –       |
| PSP                           | 2       | 1       | –       | –       | –       | –       | –       | –       | –       | –       | –       |
| PPR                           | 2       | 1       | –       | –       | –       | –       | –       | –       | –       | –       | –       |
| Gesamt                        | 35      | 33      | 33      | 35      | 35      | 35      | 35      | 35      | 35      | 35      | 35      |

Anmerkungen

### Bürgermeister
Seit dem 13. März 2024 ist Harald Bergmann (VVD) Bürgermeister. Zu seinem Kollegium zählen die Beigeordneten Patricia van Aaken (CDA), Marcel Bregman (D66), Catelijne de Groot (Algemeen Ouderen Verbond), Fahid Minhas (VVD), Jeroen Ooijevaar (GroenLinks/Progressief Schiedam) sowie die Gemeindesekretärin Karin Handstede.

## Persönlichkeiten

### Personen, die aus Schiedam stammen
- Die Heilige Lidwina von Schiedam (1380–1433)
- Cornelius Haga (1578–1654), erster niederländischer Botschafter im Osmanischen Reich
- Jeremias Van Vliet (1602–1663), Mitglied der Niederländischen Ostindien-Kompanie (VOC), als Direktor des VOC-Handelskontors in Ayutthaya (1638–1642) siamesischer Chronist, Gouverneur von Malakka (1642–1645); ab 1652 Burgemeester von Schiedam.
- Adam Pijnacker (1620–1673), Maler des Goldenen Zeitalters
- Bartha van Crimpen (1754–1818), Patriotte
- Engelbertus Lucas (1785–1870), Seeoffizier und Politiker
- Gozewijn Jan Loncq (1810–1887), Mediziner
- Abraham van Pelt (1815–1895), Genre- und Historienmaler, Zeichner und Lithograf
- Jan Jakob Maria de Groot (1854–1921), Sinologe und Hochschullehrer
- Jan Hendrik Holwerda (1873–1951), Archäologe
- Jan Bakker (1879–1944), Maler
- Jan Schonk (1889–1976), Grafiker, Illustrator und Keramiker
- Adriana Valkenburg (1894–1968), Prostituierte, Kollaborateurin und Judenverräterin während des Zweiten Weltkriegs
- Willem Vervoort (1917–2010), Zoologe
- Laurens van Ravens (1922–2018), Fußballschiedsrichter
- Aart Geurtsen (1926–2005), Politiker
- Tinus Osterholt (1928–2016), Fußballspieler
- Hans Dahmen (1929–1989), deutscher Politiker
- Rien Poortvliet (1932–1995), Maler und Zeichner
- Jan Huydts (* 1937), Jazzmusiker
- Barend Schuurman (1938–2019), Chorleiter und Musikpädagoge
- Piet Romeijn (* 1939), Fußballspieler
- Pieter van Vollenhoven (* 1939), Ehemann von Prinzessin Margriet, einer Schwester der Prinzessin Beatrix
- Pauline van der Wildt (* 1944), Schwimmerin
- Els Timmers-van Klink (* 1949), Politikerin und Bürgermeisterin von Oegstgeest
- Jan Breur (1951–2010), Radrennfahrer
- Yvonne Buter (* 1959), Hockeyspielerin
- John de Wolf (* 1962), Fußballspieler
- Micky Adriaansens (* 1964), Rechtsanwältin, Wirtschaftsmanagerin und Politikerin
- Erik Jazet (* 1971), Hockeyspieler
- Eveline Crone (* 1975), Psychologin und Hochschullehrerin
- Ali El Khattabi (* 1977), marokkanischer Fußballspieler
- Danny Koevermans (* 1978), Fußballspieler
- Gökhan Saki (* 1983), Kickboxer
- Jos van Emden (* 1985), Radrennfahrer
- Luc Castaignos (* 1992), Fußballspieler
- Wessel Keemink (* 1993), Volleyballspieler
- Joshua Zirkzee (* 2001), Fußballspieler

### Personen, die in Schiedam wirkten
- Johannes van Santen (1772–1858), altkatholischer Geistlicher und Erzbischof von Utrecht
- Hermann Heykamp (1804–1874), altkatholischer Geistlicher und Bischof von Deventer
- Johannes Heykamp (1824–1892), altkatholischer Geistlicher und Erzbischof von Utrecht
- Cornelius Diependaal (1829–1893), altkatholischer Geistlicher und Bischof von Deventer

## Sehenswürdigkeiten
Die Elendsviertel der Schiedamer Innenstadt sind durch Neubauten der Nachkriegszeit ersetzt worden. Aber es sind auch noch viele Monumente (Rijksmonument) erhalten geblieben, unter anderem durch eine rechtzeitige und sachkundige Restaurierung.
Das Stadtbild wird von den sechs klassischen, sehr hohen (alle mehr als 30 m) steinernen Windmühlen – darunter die 2011 neu errichtete Windmühle De Kameel – und einem Mühlenneubau von 2006 geprägt, von denen einige – auch die neue – besichtigt werden können. Die völlig neue Mühle De Nolet, eine Windkraftanlage (für die gleichnamige Brennerei) in der Hülle einer klassischen, runden Backsteingaleriewindmühle mit um 360° drehbarer Kappe und Flügelnachführung mit Steert, ist seit dem 3. März 2006 mit 43 m die höchste Windmühle der Welt (55 Meter bei senkrechter Flügelstellung). Die Malzmühle mit Restaurant (in den unteren drei Stockwerken) De Noord von 1803 (der Vorgängerbau De Noort Moole von 1707 wurde abgerissen und danach als De Noord wegen besserer Windverhältnisse näher am Wasser wieder aufgebaut; die Gründungssteine beider Mühlen sind in die Außenwand eingelassen) hielt den Höhenrekord bis zur Fertigstellung von De Nolet mit 33,5 m. Im 19. Jahrhundert hatte Schiedam 20 dieser hohen Backsteinmühlen, die hauptsächlich Malz für die Brennereien und Bäckereiprodukte mahlten.
Die gotische St. Janskerk (Johanniskirche) ist eine dreischiffige Hallenkirche, die 1425 erbaut wurde. Die neugotische St.-Lidwina-Basilika wurde 1881 errichtet und enthält Reliquien der Hl. Lidwina. Im Ortsteil Kethel befindet sich die spätgotische Dorpskerk Kethel. Die Ruine von Schloss Mathenesse und einige stattliche Häuser an den Grachten sind ebenfalls sehenswert.
Das Alte Rathaus von Schiedam am Grote Markt wurde 1538 errichtet, 1606 nach einem Brand (1604) wieder aufgebaut und 1637 mit den heutigen Giebeln versehen. Die Doppeltreppe stammt aus den Jahren 1717–1718. 1782 wurde es vom damaligen Stadtbaumeister Rutger van Bol’es modernisiert. Die letzte Sitzung des Stadtrates fand hier im Januar 1973 statt. Heute befindet sich in einem Teil des Rathauses ein Restaurant, der andere Teil wird für Hochzeiten, Tagungen und repräsentative Zwecke genutzt.
Das Nationaal Jenever Museum an einer Gracht in der Innenstadt beleuchtet die Geschichte und Hintergründe der Genever- und Gin-Destillation in den Niederlanden.
Das Städtische Museum (Stedelijk Museum Schiedam) zeigt die Lokalgeschichte und moderne Kunst, unter anderem Werke der CoBrA-Malergruppe. Es ist im ehemaligen Sint Jacobs Gasthuis untergebracht, das 1786 bis 1789 im klassizistischen Stil errichtet worden ist.

## Galerie

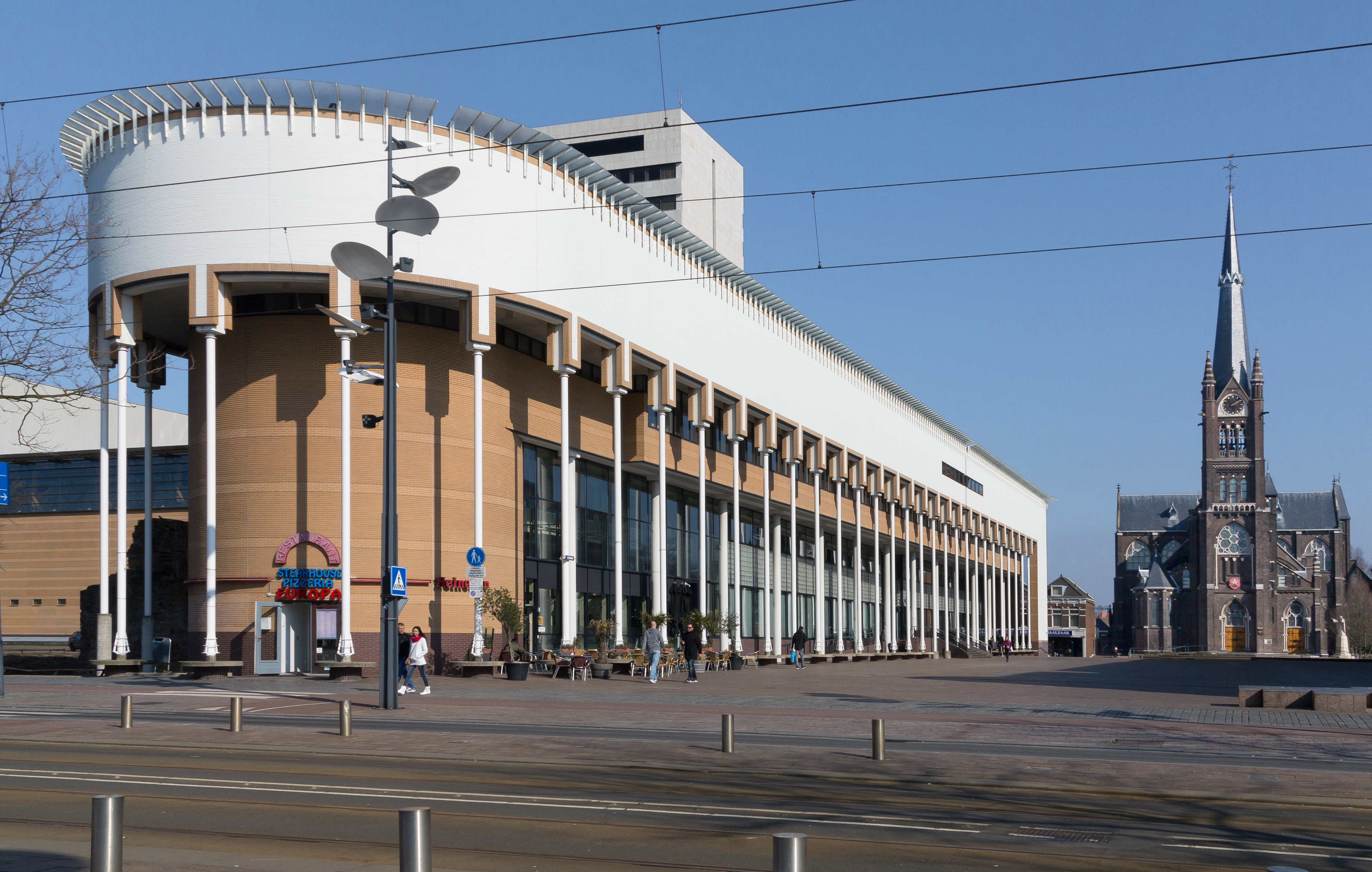
Neues Rathaus mit St.-Lidvina-Basilika
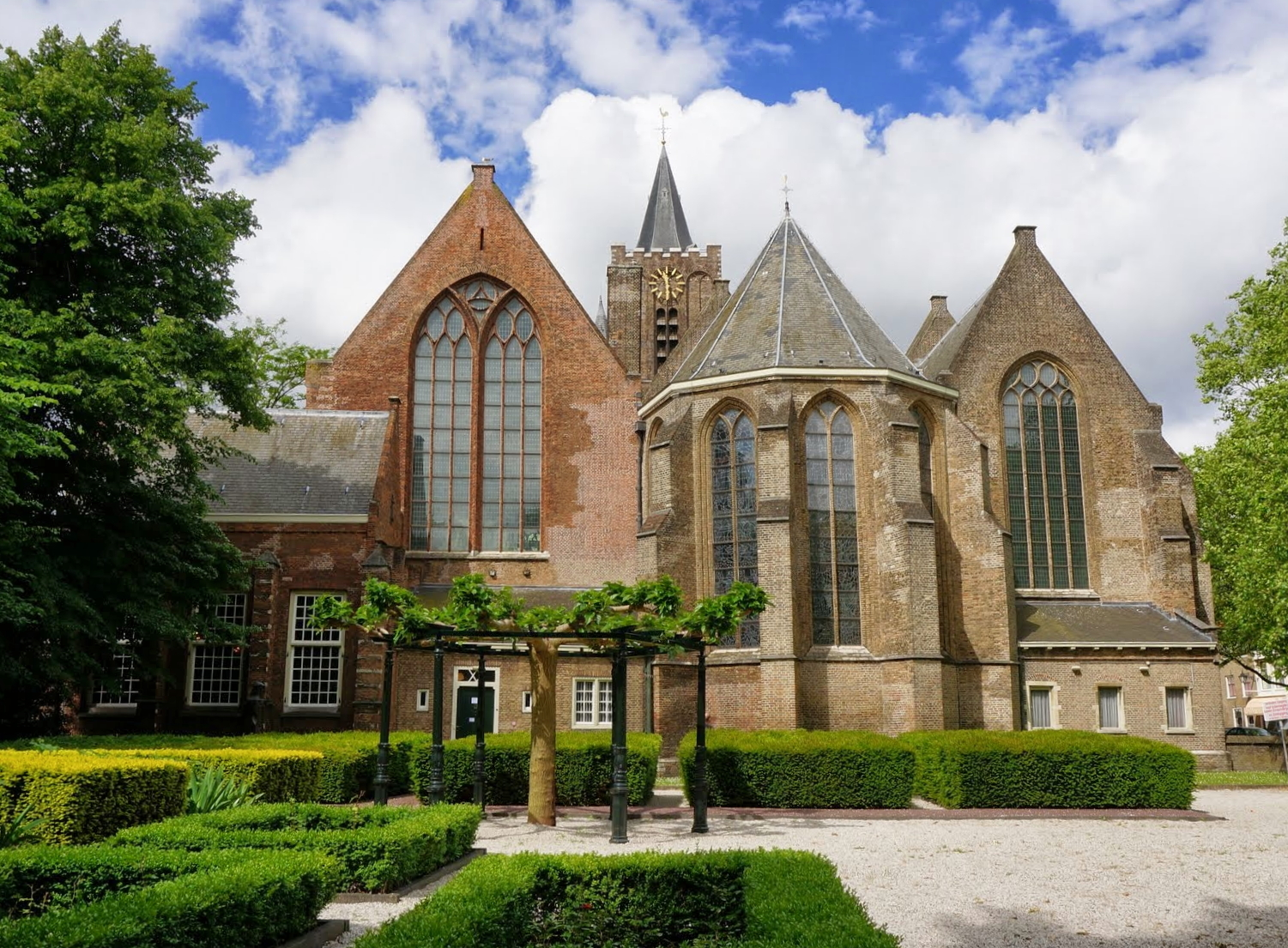
Große St.-Johannes-Kirche von Westen
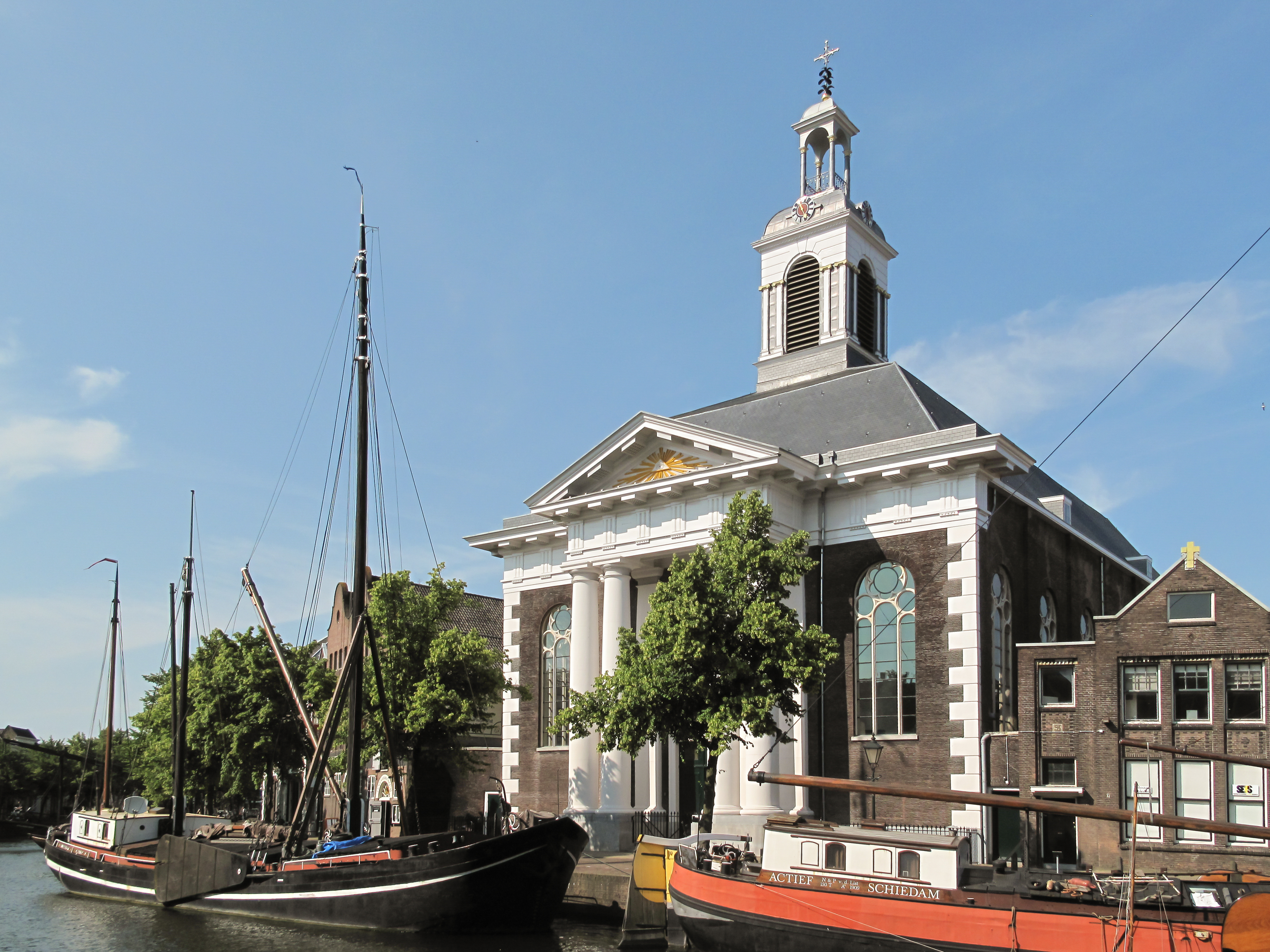
Johannes de Doperkerk
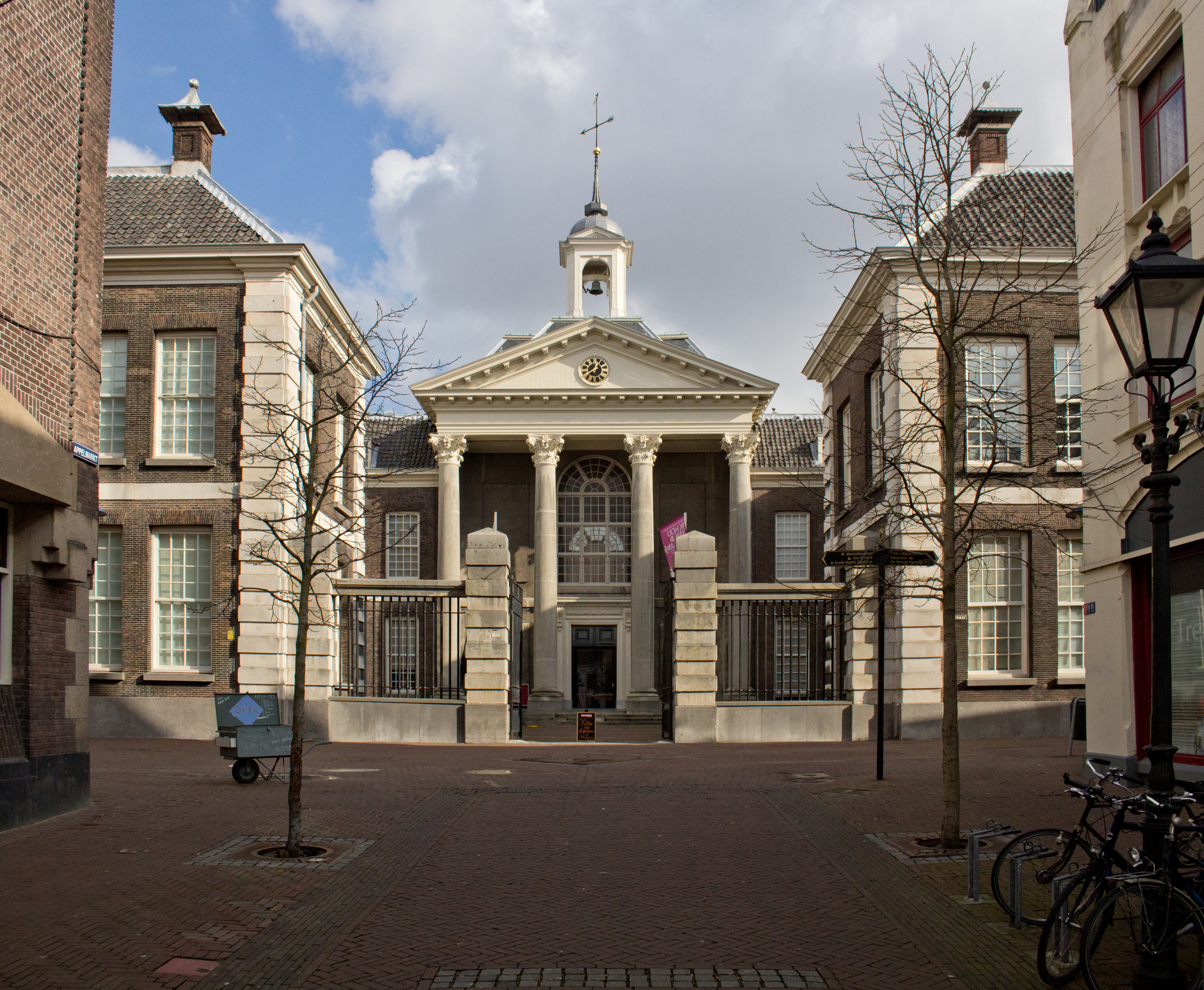
Stedelijk Museum Schiedam
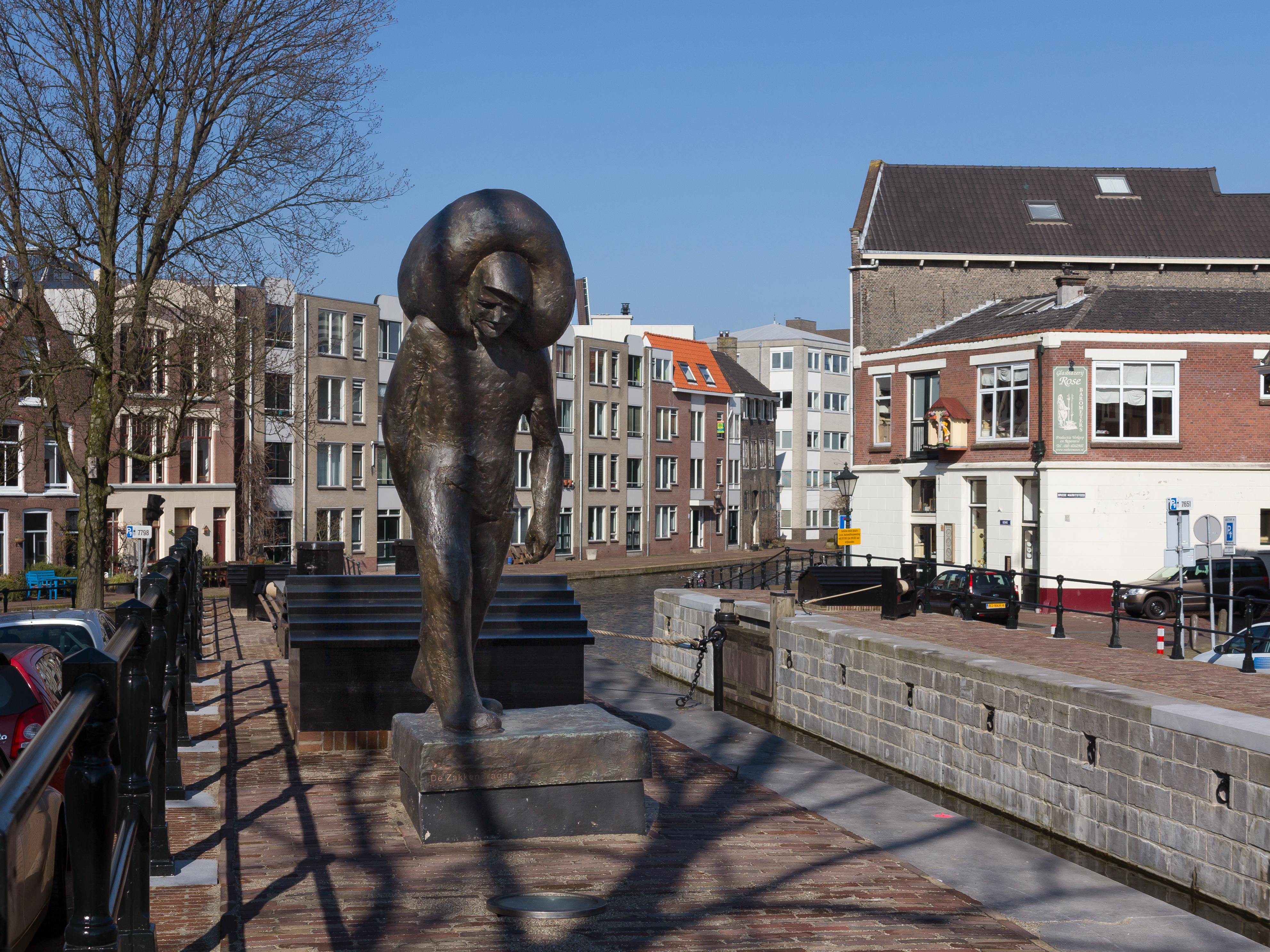
Skulptur De Zakkendrager
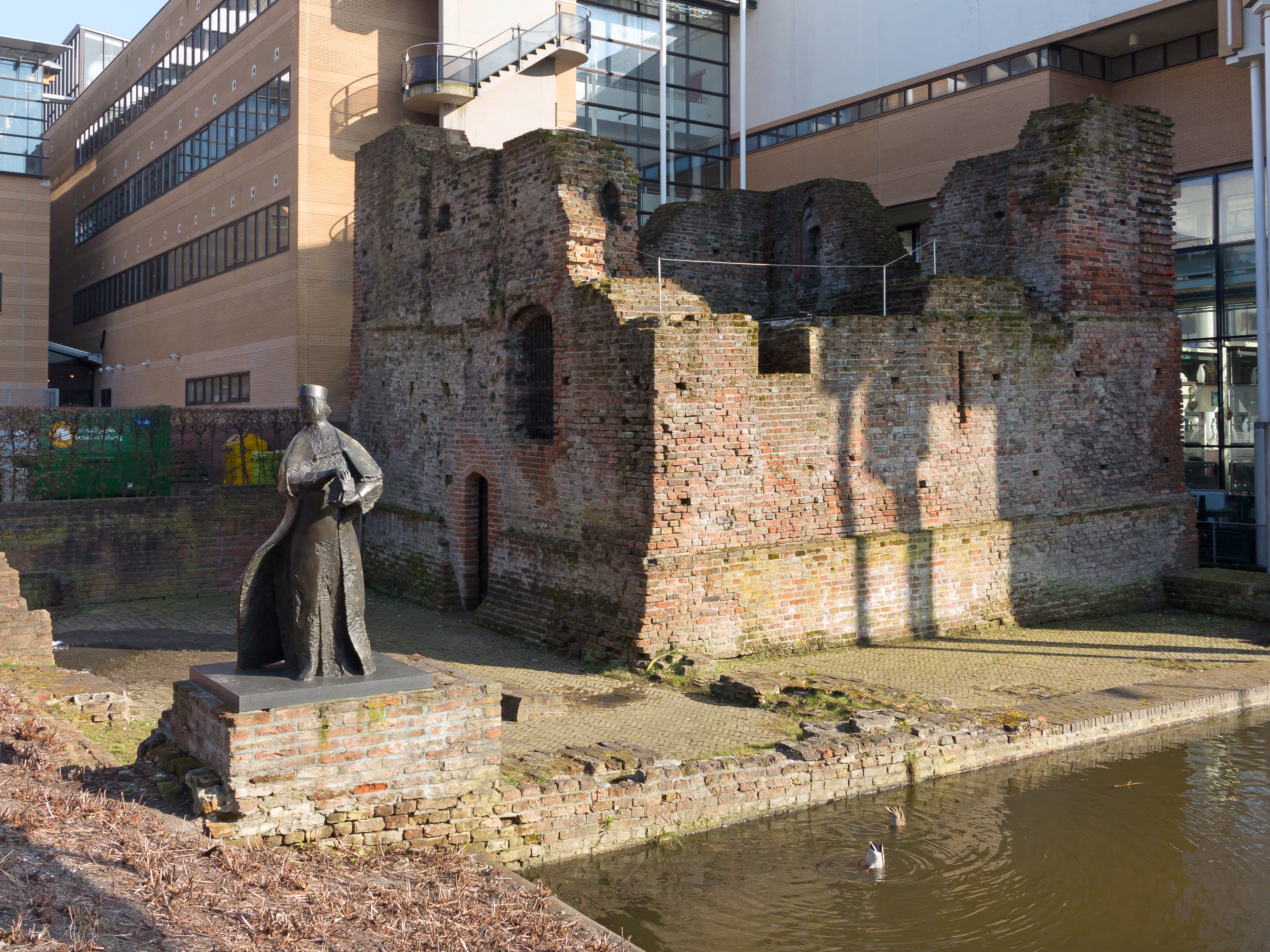
Ruine Huis te Riviere
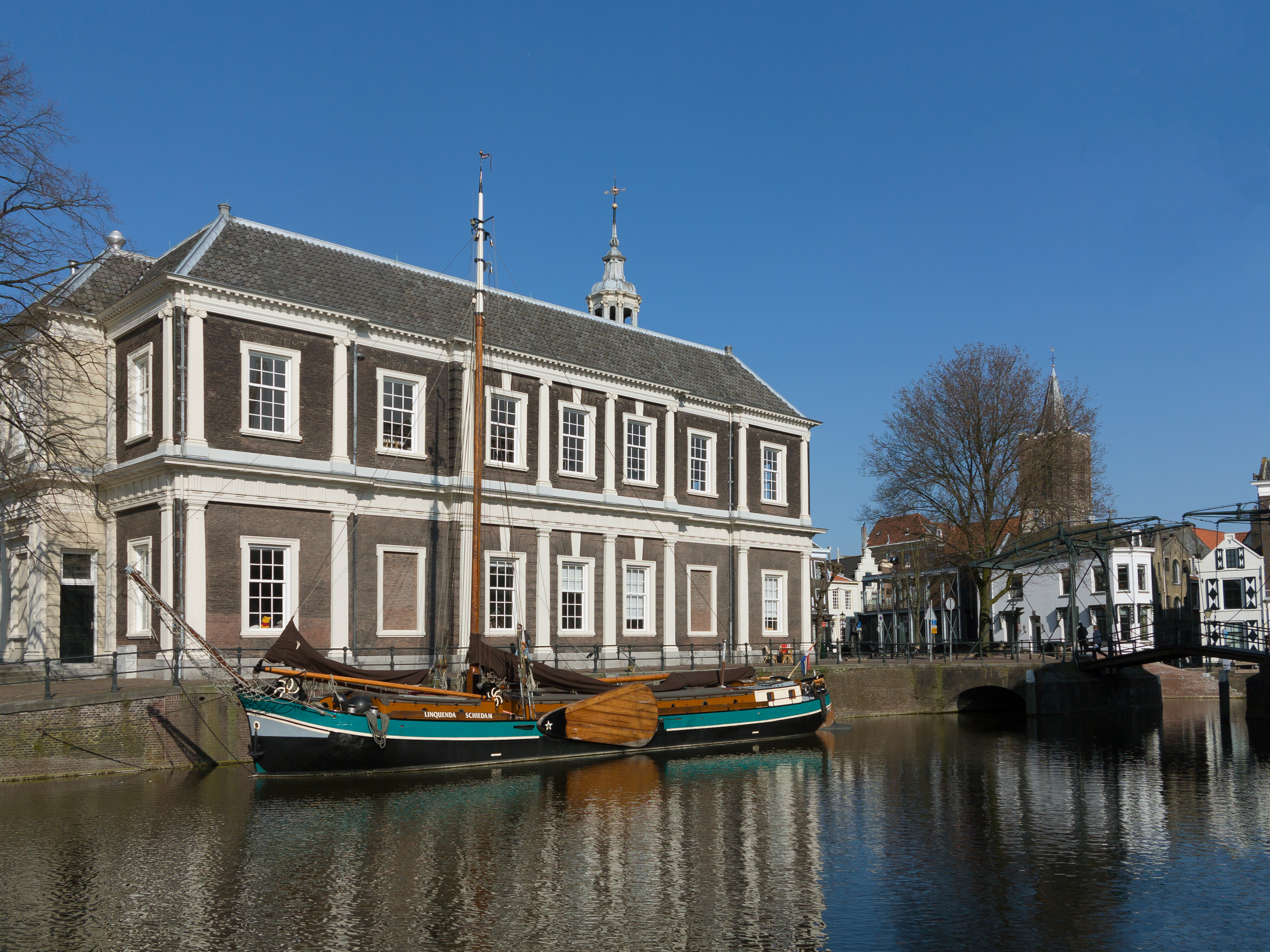
Schiff im Korte Haven bei der Korenbeurs
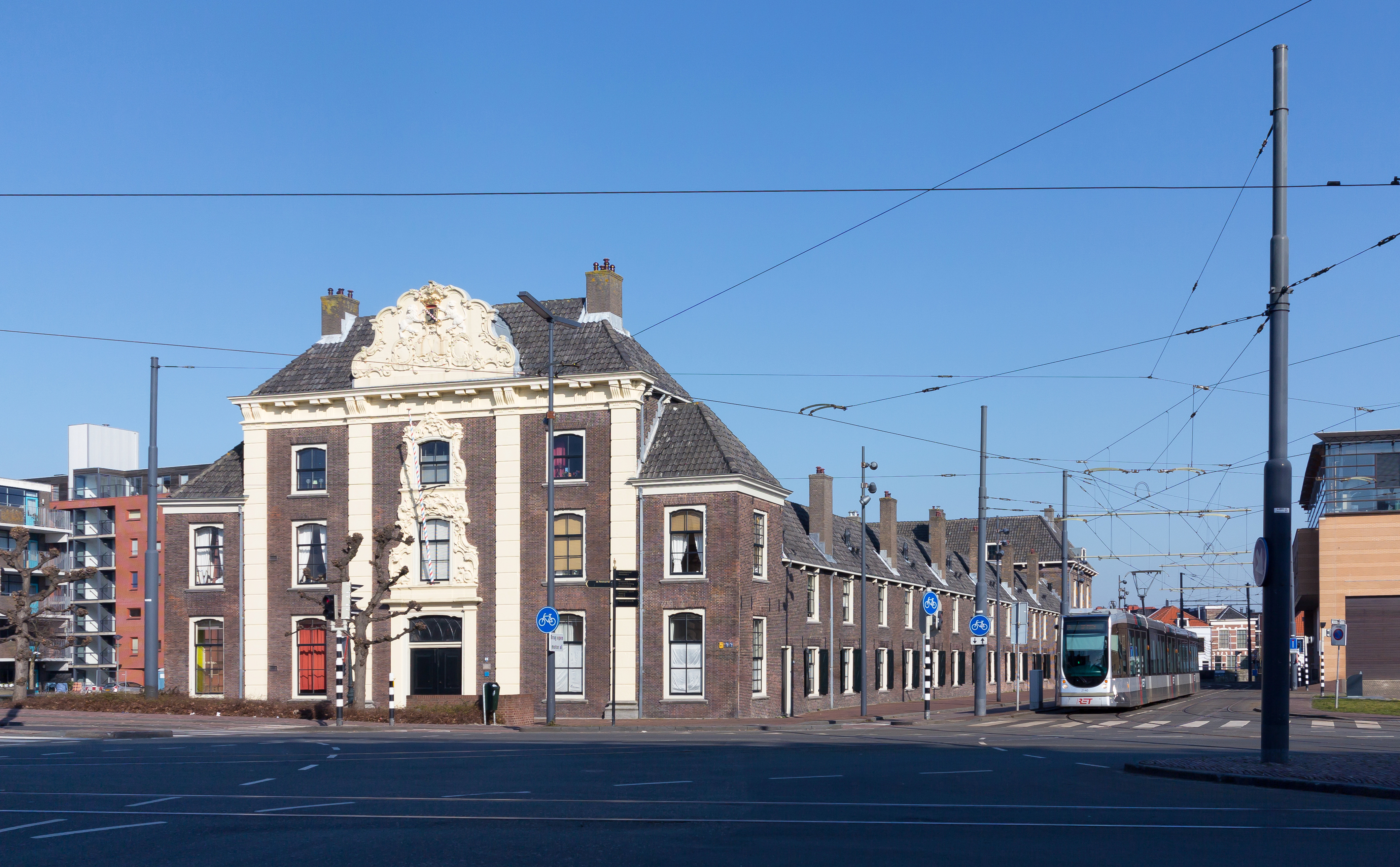
Het Proveniershuis
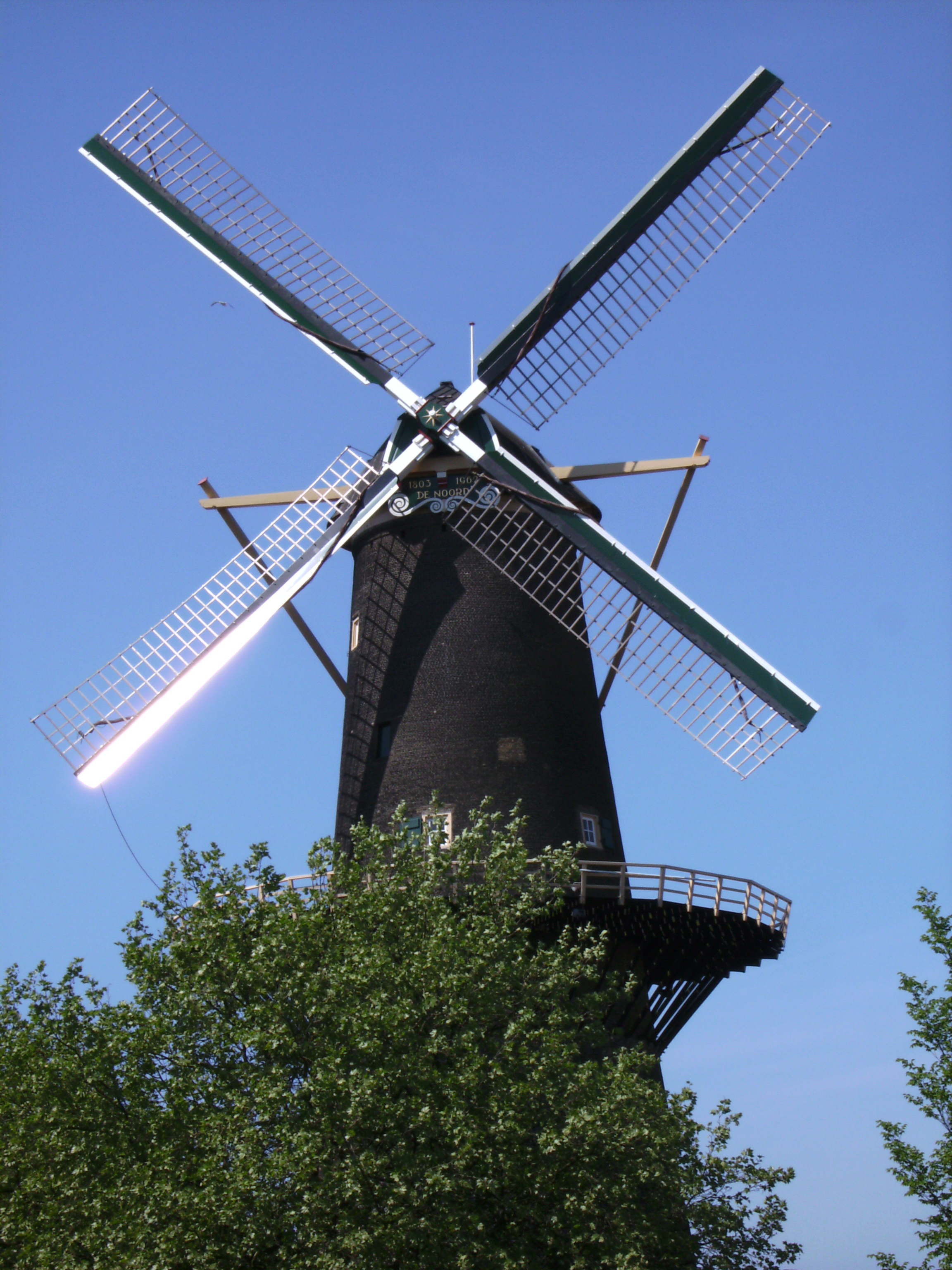
Windmühle De Noord
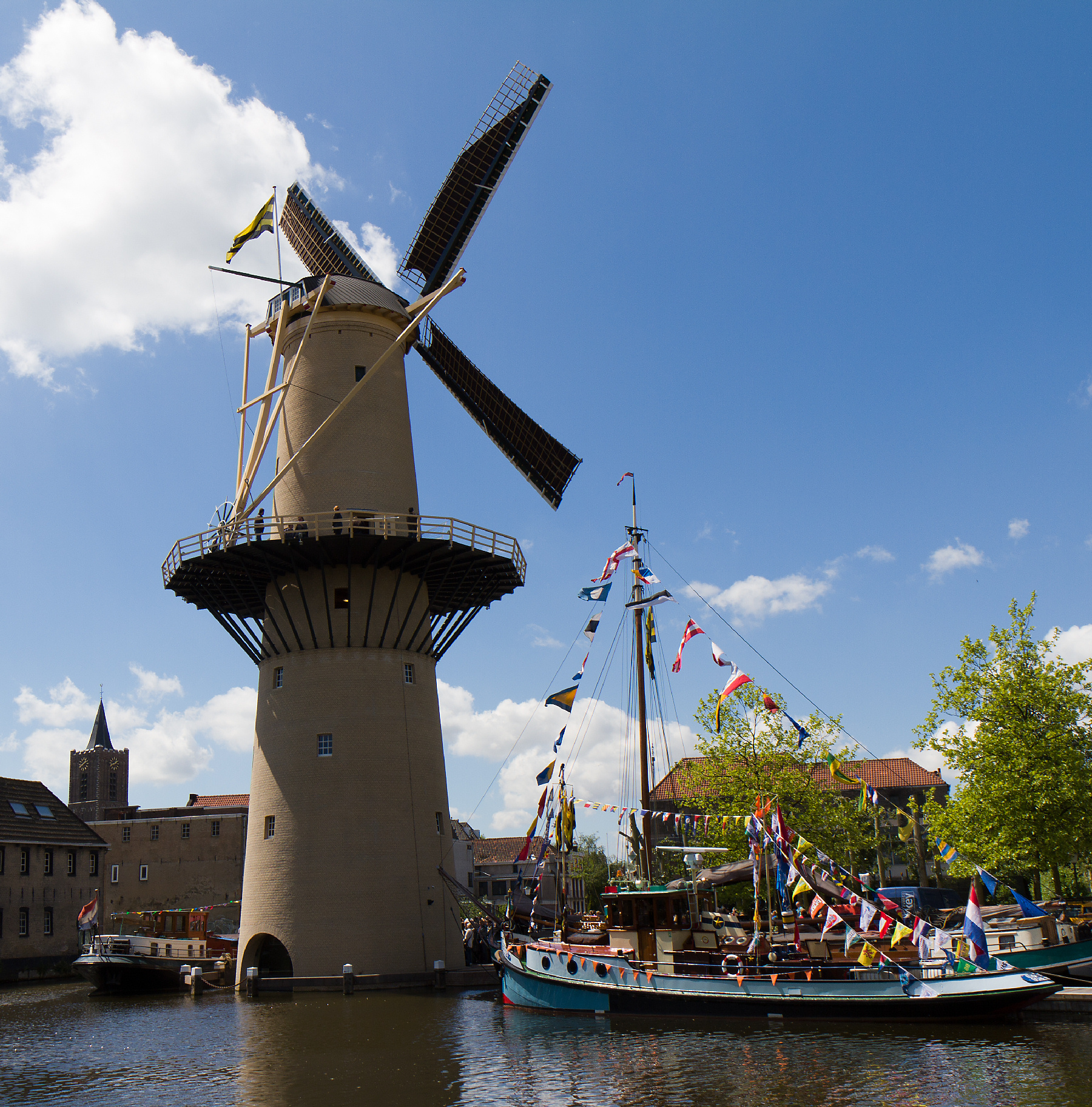
Windmühle De Kameel, 2011